# Fabiola Gianotti
Fabiola Gianotti (Rim, 29. listopada 1960.) talijanska je fizičarka elementarnih čestica, glavna direktorica Europskoga vijeća za nuklearna istraživanja (CERN) u Švicarskoj i prva žena na tom položaju. Prvi je mandat započeo 1. siječnja 2016. i trajao je pet godina. Na svojoj 195. sjednici 2019. Vijeće CERN-a izglasalo je Fabioli Gianotti drugi mandat na istom položaju, koji je započeo 1. siječnja 2021. i traje do 2025. Ovo je prvi put u povijesti CERN-a da je jedan glavni direktor imenovan na puni drugi mandat.

## Životopis

### Rani život i obrazovanje
Od malih nogu Fabiola Gianotti je pokazivala veliki interes za prirodne znanosti. Njezina ju je majka sa Sicilije poticala zanimanju za likovnu umjetnost, a njezin otac po zanimanju geolog rano je poticao njezinu ljubav prema učenju i poticao njezine znanstvene interese.
Gianotti je otkrila svoju strast prema znanstvenom istraživanju nakon što je pročitala biografiju Marie Curie. Njezino srednjoškolsko obrazovanje bilo je orijentirano na humanističke znanosti, fokusirajući se uglavnom na glazbu i filozofiju na klasičnom liceju. Fabiola Gianotti je doktorirala fiziku elementarnih čestica na Odsjeku za fiziku Sveučilišta u Milanu 1989.

### Akademski i znanstveni rad
Od 1996. Fabiola Gianotti je radila u CERN-u, počevši od položaja stipendista i nastavljajući kao fizičar istraživač s punim radnim vremenom. Godine 2009. napredovala je na položaj voditelja projekta i glasnogovornika eksperimenta ATLAS. Radila je također na eksperimentima WA70, UA2 i ALEPH u CERN-u, gdje je bila uključena u razvoj detektora, softvera i analizu podataka. Godine 2016. izabrana je za prvu žensku glavnu direktoricu CERN-a. Od tada je ponovno imenovana za drugi mandat, koji će završiti 2025.
Bila je članica nekoliko međunarodnih odbora, poput Znanstvenog vijeća CNRS-a u Francuskoj, Savjetodavnog odbora za fiziku Fermilaba u SAD-u, Vijeća Europskog društva fizičara, Znanstvenog vijeća istraživačkog centra DESY u Njemačkoj, te Znanstveni savjetodavni odbor NIKHEF-a u Nizozemskoj. Članica je Znanstvenog savjetodavnog odbora glavnog tajnika UN-a. Izabrana je za inozemnog člana Kraljevskog društva (ForMemRS) 2018.
Fabiola Gianotti je također članica Talijanske akademije znanosti (Accademia Nazionale dei Lincei),  inozemni pridruženi član Nacionalne akademije znanosti SAD-a i inozemni suradnik Francuske akademije znanosti. Izabrana je i za članicu Američkog filozofskog društva 2019. Od 2013. godine počasna je profesorica na Sveučilištu u Edinburghu. Surađuje s eksperimentalnom grupom za fiziku čestica na Fakultetu fizike i astronomije, te također članica Međunarodnog savjetodavnog odbora Higgsovog centra za teorijsku fiziku na Sveučilištu u Edinburghu.
Gianotti se također pojavila u dokumentarnom filmu Groznica čestica iz 2013. o radu na Velikom hadronskom sudaraču u CERN-u.

#### Otkriće Higgsovog bozona
Dok je Gianotti bila voditeljica projekta i glasnogovornica eksperimenta ATLAS, eksperiment je bio jedan od dva uključena u detekciju Higgsovog bozona. Dana 4. srpnja 2012. Gianotti je objavila otkriće čestice. Do ovog opažanja, Higgsov bozon bio je čisto teorijski dio standardnog modela fizike čestica. Gianottino duboko razumijevanje eksperimenta ATLAS i njezino vodstvo prepoznati su kao glavni čimbenici u otkriću.

#### Objavljeni radovi
Fabiola Gianotti je autorica ili koautorica više od 500 publikacija u recenziranim znanstvenim časopisima. Održala je više od 30 plenarnih predavanja na glavnim međunarodnim konferencijama iz tog područja. 
Neke od njezinih najznačajnijih publikacija jesu "Promatranje nove čestice u potrazi za standardnim modelom Higgsovog bozona s detektorom ATLAS na LHC-u", gdje je CERN predstavio opažanje Higgsovog bozona, "Potraga za supersimetrijom na sudaraču visoke energije: prošlost, sadašnjost i budućnost" u IOP Science, New Journal of Physics, i "Kalorimetrija za fiziku čestica" u APS Physics Journal.

#### Radno okruženje
U europskoj znanstvenoj zajednici omjer znanstvenica žena i znanstvenika muškaraca jesu jedan na dva, a samo 20% osoblja koje je radilo na projektu ATLAS bile su žene. Fabiola Gianotti je bila prva žena glavna direktorica CERN-a i vodila je dva najveća CERN-ova eksperimenta 2012. Inzistira na tome da se nikada nije suočila s diskriminacijom zbog svog spola, rekavši "Ne mogu za sebe reći da sam se ikada osjećala diskriminiranom... Možda i jesam, ali nisam toga bila svjesna." Gianotti se zalaže u razbijanju prepreka u polju u kojem dominiraju muškarci. Posebno želi pružiti veću podršku ženama s djecom. Smatra da nikada nije dobila dovoljno podrške i zbog toga nikada nije imala djece, što je odluka zbog koje sada žali.

## Nagrade i priznanja
Britanske dnevne novine The Guardian uvrstio je 2011. godine Fabiolu Gianotti među "100 najinspirativnijih žena", zauzela je peto mjesto u izboru "Osobe godine" časopisa Time 2012. godine, časopis Forbes ju je uvrstio među "100 najutjecajnijih žena" 2013., a časopis Foreign Policy svrstao ju je 2013. među "vodeće globalne mislioce". Dobila je titulu počasnog doktorata na Sveučilištu Uppsala, École polytechnique fédérale de Lausanne (EPFL), Sveučilištu McGill, Sveučilištu u Oslu, Sveučilištu u Edinburghu, Sveučilištu u Napulju Federico II., Sveučilištu Chicago, Sveučilištu Savoy, i Weizmannovom institutu za znanost.
- U prosincu 2014. talijanski predsjednik Giorgio Napolitano odlikovao ju je Ordenom za zasluge Republike Italije.[39]
- U rujnu 2013. dodijeljena joj je nagrada Enrico Fermi Talijanskog društva fizičara.[40]
- U studenom 2013. dodijeljena joj je Medalja časti Instituta Niels Bohr.[41]
- U prosincu 2012. dodijeljena joj je nagrada za napredak u fundamentalnoj fizici za vodeću ulogu u otkriću Higgsovog bozona.[42]
- U prosincu 2012. općina Milano dodijelila joj je zlatnu medalju (poznatu kao "Ambrogino d'oro", nazvanu po svecu zaštitniku Milana svetom Ambrozu).[43]
- Godine 2018. uvrštena je među 100 žena BBC-ja.[44]
- U veljači 2020. nagrađena je nagradom Bruno Pontecorvo (2019.)[45]
- Papa Franjo ju je u rujnu 2020. imenovao redovnom članicom Papinske akademije znanosti.[46]

## Osobni život
Fabiola Gianotti školovana je balerina i svira glasovir. Nikada se nije udala. U čanku u novinama The New York Times, nizozemski fizičar Rende Steerenberg opisao ju je kao nekoga tko je "život posvetio fizici... naravno, žrtvovala se."
U intervjuu 2010. godine Fabiola Gianotti izjavila je da ne vidi proturječnost između znanosti i vjere, te da one pripadaju "dvjema različitim sferama". U intervjuu za La Repubblicu rekla je da su "znanost i religija odvojene discipline, iako nisu suprotne. Možete biti fizičar i vjerovati ili ne."